# Simulium narcaeum
Simulium narcaeum es una especie de insecto del género Simulium, familia Simuliidae, orden Diptera.
Fue descrita científicamente por Meillon, 1950.